# Жбиковский, Антон Ксаверьевич
 Антон Ксаверьевич (Касаверьевич, Касавериевич) Жбиковский  (18 сентября 1829, Люблинская губерния, Российская империя — 29 марта 1900, Казань, Российская империя) — русский математик.

## Биография
Родился 29 сентября 1829 года в Люблинской губернии. По окончании курса в Петроковской гимназии поступил в 1846 году на 2-е отделение философского факультета (отделение физико-математических наук) Санкт-Петербургского университета, в котором он и окончил курс в 1850 году со степенью кандидата. Не получив стипендии на приготовление к профессорскому званию, занял место старшего учителя геодезии и землемерии в Виленском межевом училище, предварительно отбыв летом 1852 года межевую практику. Межевое училище в 1854 году было закрыто, и Жбиковский оставался за штатом до осени 1855 года, когда перешёл на службу в Минскую гимназию старшим учителем математики и физики. По открытии в 1860 году при Минской гимназии землемерных классов состоял в них учителем топографии и исполнял обязанности их инспектора.
В 1864 году перешёл на службу в Казанский учебный округ, сначала старшим учителем математики и физики в Вятской гимназии, а затем в 1866 году занял ту же должность в 1-й Казанской императорской гимназии, в службе которой оставался до конца жизни. 25 апреля 1876 года удостоен звания заслуженного преподавателя. После перехода в Казань в «Учёных записках Казанского университета» напечатал диссертацию «Об эйлеровых интегралах», за которую удостоен Санкт-Петербургским университетом степени магистра. С 1 мая 1868 года был утверждён приват-доцентом по кафедре чистой математики и с тех пор, с перерывами, преподавал в Казанском университете, в том же звании до самой смерти.
Скончался в Казани 29 марта 1900 года.

## Адреса
- Казань, Односторонка Верхне-Фёдоровской улицы, собственный дом[1].

## Труды
- Об эйлеровых интегралах : Дис. на степ. магистра А. Жбиковского Казань : Унив. тип., 1867
- Основания общей арифметики для VII класса гимназии / Сост. А. Жбиковский, препод. Имп. Казанск. ун-та, магистр чистой математики. Ч. 1-2 Санкт-Петербург : тип. т-ва «Обществ. польза», 1868
- О некоторых приложениях формул Эйлера (Маклорена) и Стирлинга к теории вероятностей / Соч. А. Жбиковского Казань : Унив. тип., 1871
- Простейший вывод формулы Эйлера с остатком : Записка А. Жбиковского : Чит. в заседании Физ.-мат. отд., 8 дек. 1870 [Санкт-Петербург] : тип. Имп. Акад. наук, 1871
- По поводу теоремы Коши : Сообщ. А. К. Жбиковского, чит. 27 нояб. 1887 г. в 72 заседании Физ.-мат. секции О-ва естествоиспытателей при Имп. Казан. ун-те Казань : тип. Ун-та, 1888
- Основания общей арифметики для VII класса гимназии : [В 3 ч.] / Сост. Жбиковский, д-р чистой математики Санкт-Петербург : тип. т-ва «Обществ. польза», 1890